# Ватилакос (Кожани)
Ватилакос (грч. Βαθύλακκος) је насељено место у општини Сервија у периферији Западна Македонија, Грчка. Према попису из 2021. године било је 505 становника.
Према бугарском географу и историчару, Василу Канчову, у Ватилакосу је 1900. године живело 356 Турака. Године 1923. турско становништво је принудно исељено у Турску а на њихово место су насељене караманлијске избегличке породице, којих је на попису из 1928. године било 213. Педесетих година 20. века село Нови Сиги (настањено грчким избеглицама) спојено је са Ватилакосом, тако је на попису из 1961. године било 739 становника. Село се раније звало Кечилер.